# Carol Doda
Carol Doda (29. srpna 1937 – 9. listopadu 2015) byla americká tanečnice. Vyrůstala v San Franciscu a proslavila se v roce 1964, kdy začala vystupovat nahoře bez v tamním striptýzovém baru Condor. Po roce 1969 vystupovala zcela nahá, s čímž však musela o tři roky později skončit kvůli regulacím, které zakazovaly nahé vystupování v podnicích podávajících alkohol. Roku 1968 hrála Sally Silicone ve filmu Hlava; později hrála v několika dalších filmech. Také vystupovala s rockovou kapelou The Lucky Stiffs a od 90. let provozovala obchod se spodním prádlem. Zemřela na selhání ledvin ve věku 78 let. V roce 2024 měl premiéru celovečerní dokumentární film Carol Doda Topless at the Condor.